# Mars 2
Mars 2 (comme sa jumelle Mars 3) est une sonde lancée le 19 mai 1971 par l'URSS vers la planète Mars, constituée d'un orbiteur et d'un atterrisseur. Le 27 novembre 1971, l'atterrisseur de Mars 2, bien qu'il s'écrase, est le premier objet de fabrication humaine à toucher Mars.

## Caractéristiques techniques
- Masse au lancement (en incluant le combustible) :
  - combiné : 4 650 kg ;
  - orbiteur : 3 440 kg ;
  - atterrisseur : 1 210 kg.
- Dimensions : 4,1 m de haut, 2 m de large (5,9 m avec les panneaux solaires déployés).

## Orbiteur
Mars 2 renvoya un énorme volume de données, de décembre 1971 à août 1972, après 362 orbites autour de Mars. Elle emportait 2 caméras, 1 radiomètre infrarouge, 1 photomètre infrarouge et 1 second en ultraviolet, 1 détecteur de vapeur d'eau. Elle découvrit des montagnes de 22 km de haut, de l'hydrogène et de l'oxygène dans la haute atmosphère, des températures de surface allant de −110 °C à +13 °C, une pression de surface de 5,5 à 6 mbar, des concentrations de vapeur d'eau 5 000 fois inférieures à celle de la Terre, des tempêtes de poussières s'élevant jusqu'à 7 km et une ionosphère de 80 à 110 km d'altitude.

## Atterrisseur

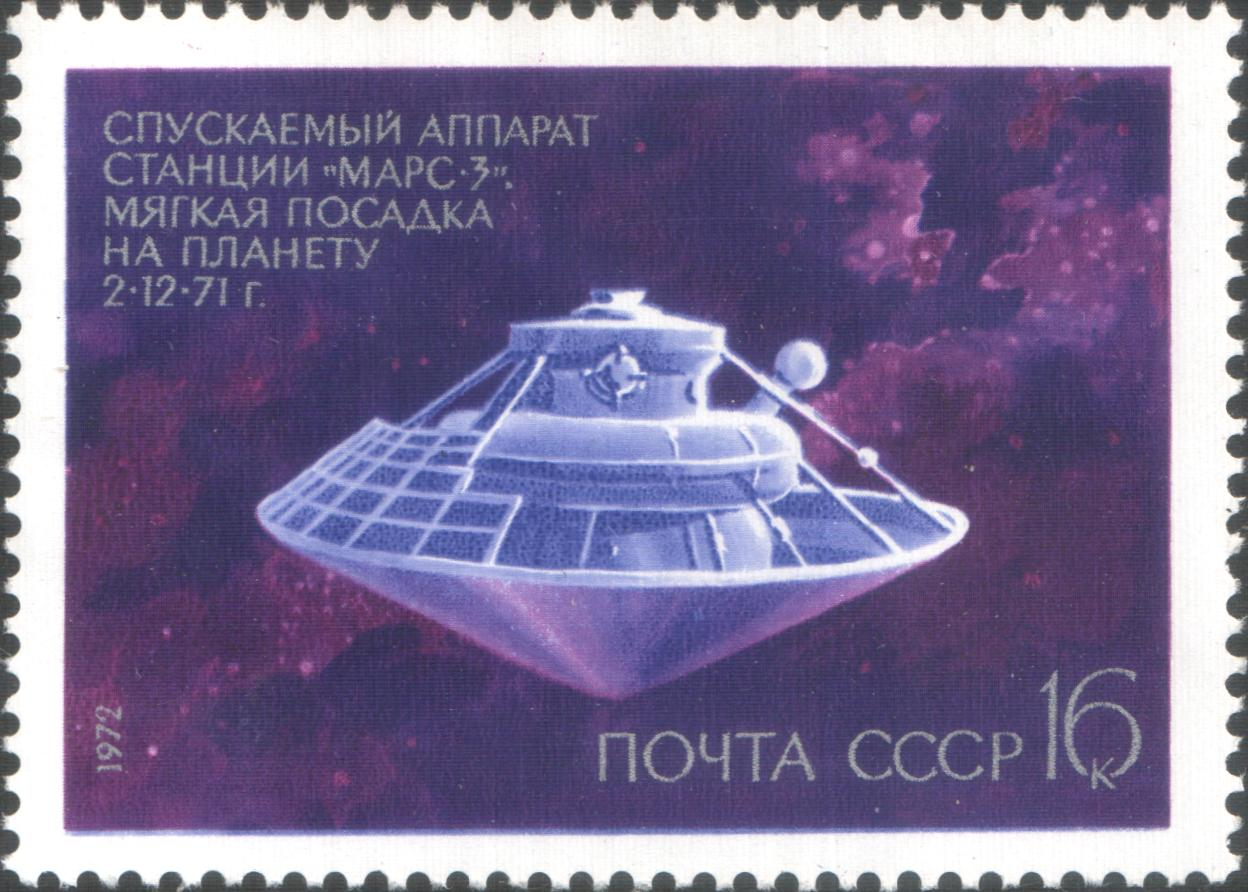
Timbre de l'URSS.

Il était équipé de nombreux instruments incluant la recherche de vie organique, d'un spectromètre, de caméras de télévision à 360° et de Prop-M, un mini véhicule à patins télécommandé par un ombilical de 15 m.
Le module se sépara de l'orbiteur le 27 novembre 1971, environ 4,5 heures avant d'atteindre Mars. Après être entré dans l'atmosphère à 6 km/s, le système de descente ne fonctionna pas et l'atterrisseur s'écrasa. En heurtant le sol de la planète rouge, Mars 2 devint le premier objet construit par l'homme à atteindre la surface martienne.
| Mars 3 Viking 1 Viking 2 Mars Pathfinder Spirit Opportunity Phoenix Curiosity Perseverance Beagle 2 Schiaparelli InSight Mars 6 Mars 2 |

Position de Mars 2 par rapport aux autres sondes spatiales ayant atterri sur Mars.